# Christoph Schaffrath
Christoph Schaffrath (Hohnstein, 1709 – Berlino, 7 febbraio 1763) è stato un compositore tedesco legato all'ambiente del tardo barocco e del classicismo musicale.

## Biografia
Fece richiesta per divenire organista della Sophienkirche di Dresda, ma non fu accettato (Wilhelm Friedemann Bach era il favorito per ottenere quel posto). Fece parte della corte di Federico il Grande, suonando il clavicembalo nell'orchestra. A partire dal 1741 suonò per la sorella del re, Amalia.
Come compositore Schaffrath si è limitato alla musica strumentale tra cui sinfonie, pezzi per strumenti a tastiera, sonate e concerti. La maggior parte delle sue opere si trovano nella biblioteca statale di Berlino.
Ha composto molti tipi di musica: ouverture, sinfonie, concerti per clavicembalo, quartetti, trii, duetti per uno strumento solista e clavicembalo obbligato, e sonate per clavicembalo.

## Opere
- circa 20 ouverture e sinfonie per archi e basso continuo
- 72 concerti per clavicembalo
- 3 concerti per due clavicembali
- 3 concerti per violino
- 1 Concerto per oboe
- 1 Concerto per flauto
- perso diversi concerti per flauto, oboe, fagotto, viola da gamba
- un quintetto (perduto)